# Koos Tigges
Johannes Jacobus (Koos) Tigges (Den Haag, 19 september 1917 – Den Haag, 15 juni 1991) was een Nederlands gitarist.
Hij was zoon van Catharina Helena van Lith en huisschilder Willem Laurens Tigges. Hijzelf was tussen 1942 en 1961 getrouwd met Tilly Jansen, vanaf 1961 met Henriette Elisabeth Agatha Hartevelt. Hij werd gecremeerd op Begraafplaats Eikelenburg in Rijswijk (Zuid-Holland)
Dat hij gitarist zou worden stond eigenlijk al direct vast. Al tijdens zijn middelbare school aan de Hogere Burgerschool zat hij al aan de gitaar. Zijn (vermoedelijk niet afgemaakte) muziekopleiding aan het Haags Conservatorium was echter op viool en hobo. Met dat laatste muziekinstrument kreeg hij midden jaren dertig wel enige bekendheid; hij speelde in diverse ensemblese. Toch werd hij onder inspiratie van Andrés Segovia en Ida Presti weer naar de gitaar gedreven, eerst als autodidact, later ook leerling van Segovia. Vanaf de late jaren dertig wordt zijn naam dan ook gekoppeld aan gitaarspel. Hij leidde zelf een gitaristenensemble en speelde samen met broer Jan Tigges in The Jumping Jacks onder leiding van Malando. Een ander wapenfeit is een plaatje met Jo Evens. Tigges werd bekend als begeleider binnen bijvoorbeeld cabaret, maar speelde ook klassiek gitaar. Zo was hij te horen in werken van Manuel Ponce (Twaalf preludes), Fernando Sor (Wals) en zelfs eigen werk vastgelegd op langspeelplaat Telefunken (HX-1048). Hij trad op waar het maar kon, wist net buiten de Spaanse Burgeroorlog te blijven, trok heel Europa door, begeleidde toneelvoorstellingen, was op de radio te horen en speelde soms in een rumbaorkest van Juan Tejada. Tijdens Tweede Wereldoorlog gaf hij thuis concerten tot in de Hongerwinter aan toe. Net als collega Gerard Gest (met wie hij een concertreis ondernam) en de latere Jan Akkerman was hij verwoed beoefenaar van de gitaar/luitcomposities van Johann Sebastian Bach.
Tigges werd zelf in 1955 docent gitaar aan de net gestarte leerschool gitaar aan het Rotterdams Conservatorium; hij trad eraan op hetzelfde moment dat Kees Otten er als blokfluitleraar begon. Het jaar daarop werd hij ook aan het Haags Conservatorium onder Jan van Vlijmen. Die functies bekleedde hij tot in de beginjaren zeventig. Daarna verdween hij in de anonimiteit.
Hij leidde een hele rij gitaristen op waaronder flamencogitarist Hans van Goch.  